# Allur (K), Chitapur
Allur (K) là một làng thuộc tehsil Chitapur, huyện Gulbarga, bang Karnataka, Ấn Độ.